# Nyssa sylvatica
Nyssa sylvatica är en kornellväxtart som beskrevs av Humphry Marshall. Nyssa sylvatica ingår i släktet Nyssa och familjen kornellväxter. Utöver nominatformen finns också underarten N. s. sylvatica.
Detta träd förekommer i östra USA från Illinois, östra Kansas och östra Texas österut samt i östra och södra Mexiko. I regionen söder om Toronto når arten även Kanada. Nyssa sylvatica växer i låglandet och i bergstrakter upp till 1700 meter över havet. Trädet blir 5 till 30 meter högt. Det ingår i låglandet ofta i fuktiga skogar och i bergstrakter även i torra skogar. Nyssa sylvatica hittas dessutom i träskmarker. I södra Appalacherna är arten ett av de dominanta träden i skogarna.
För beståndet är inga hot kända och populationen anses vara stabil. IUCN listar arten som livskraftig (LC).

## Bildgalleri

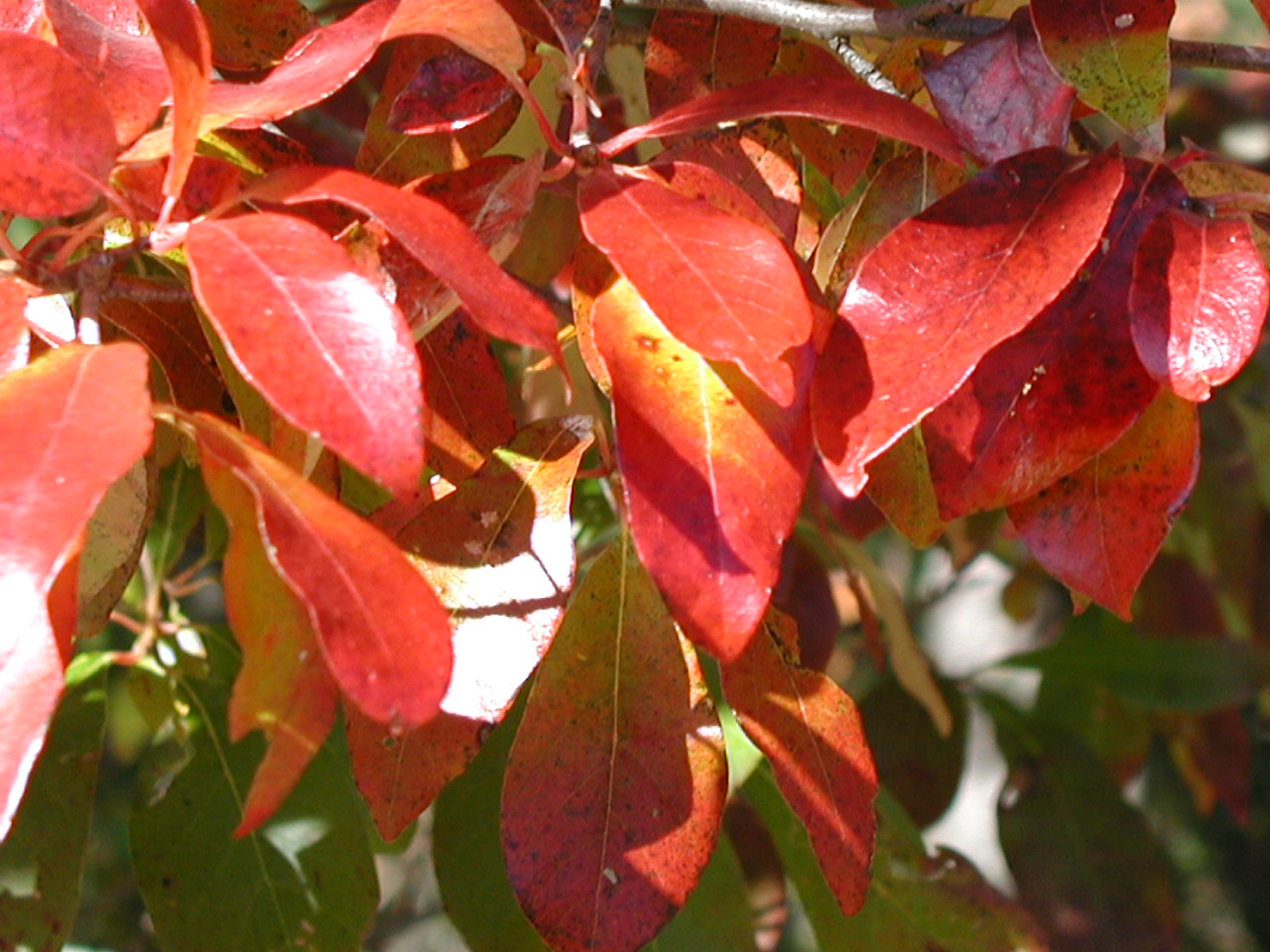
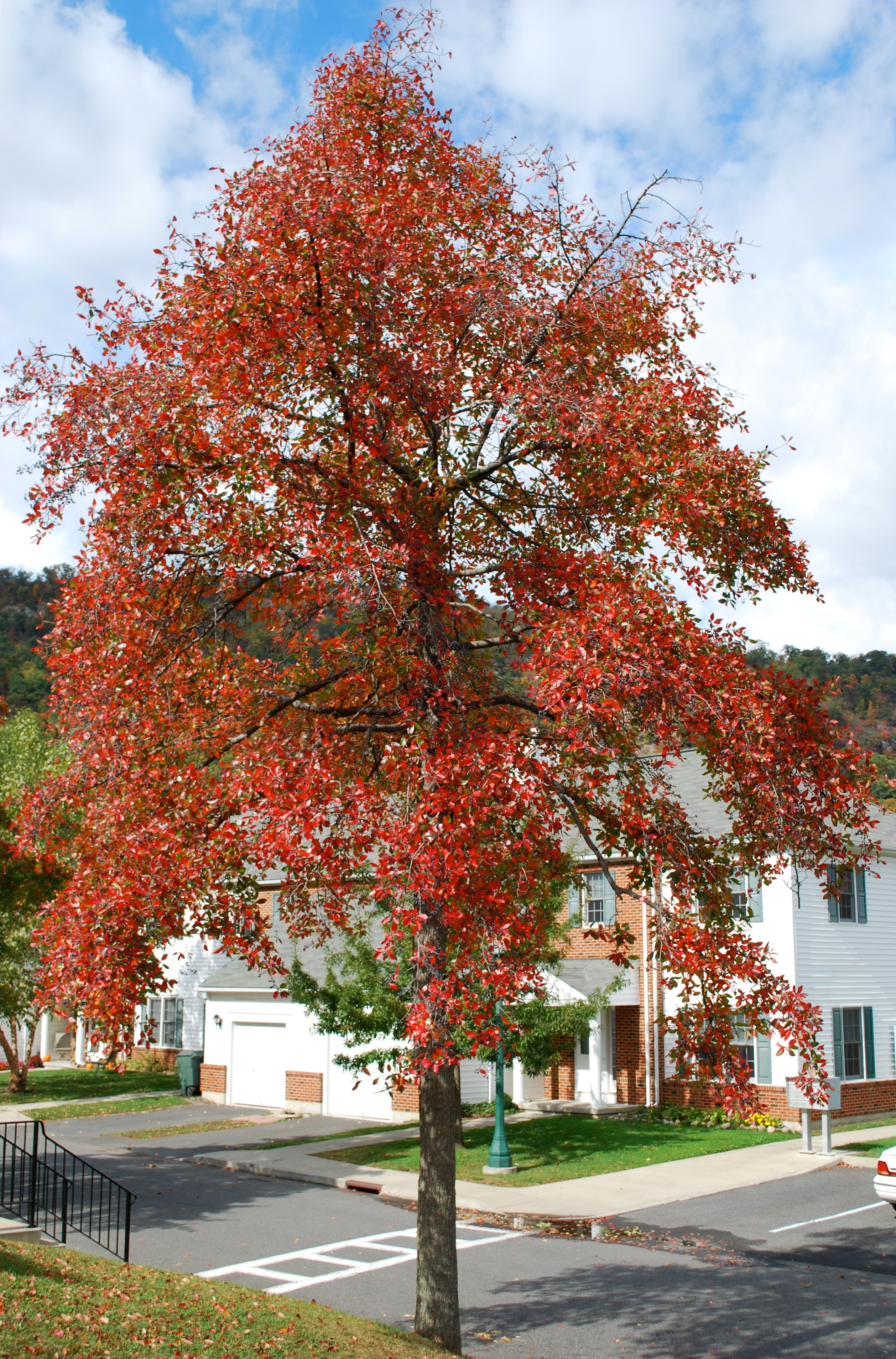
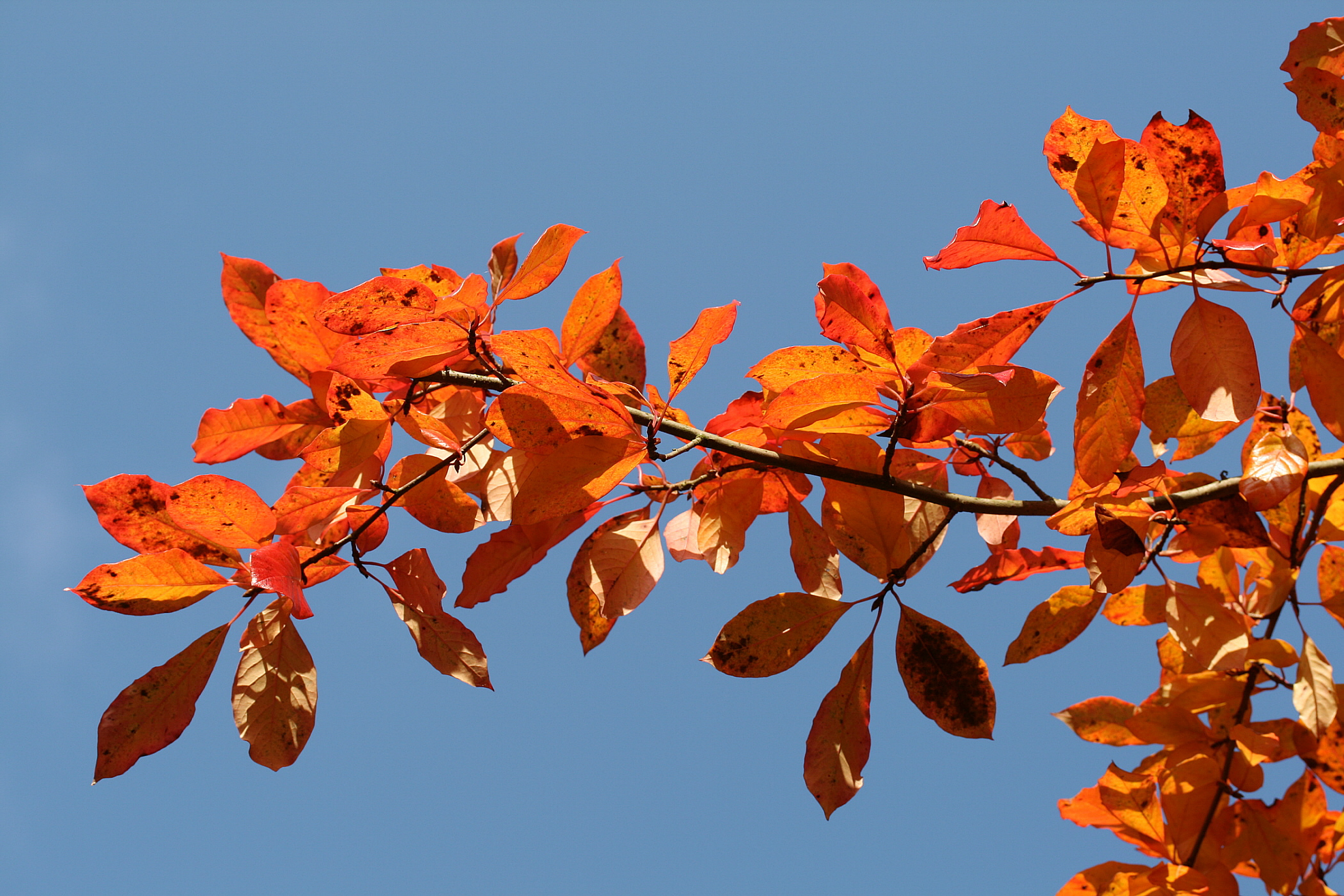
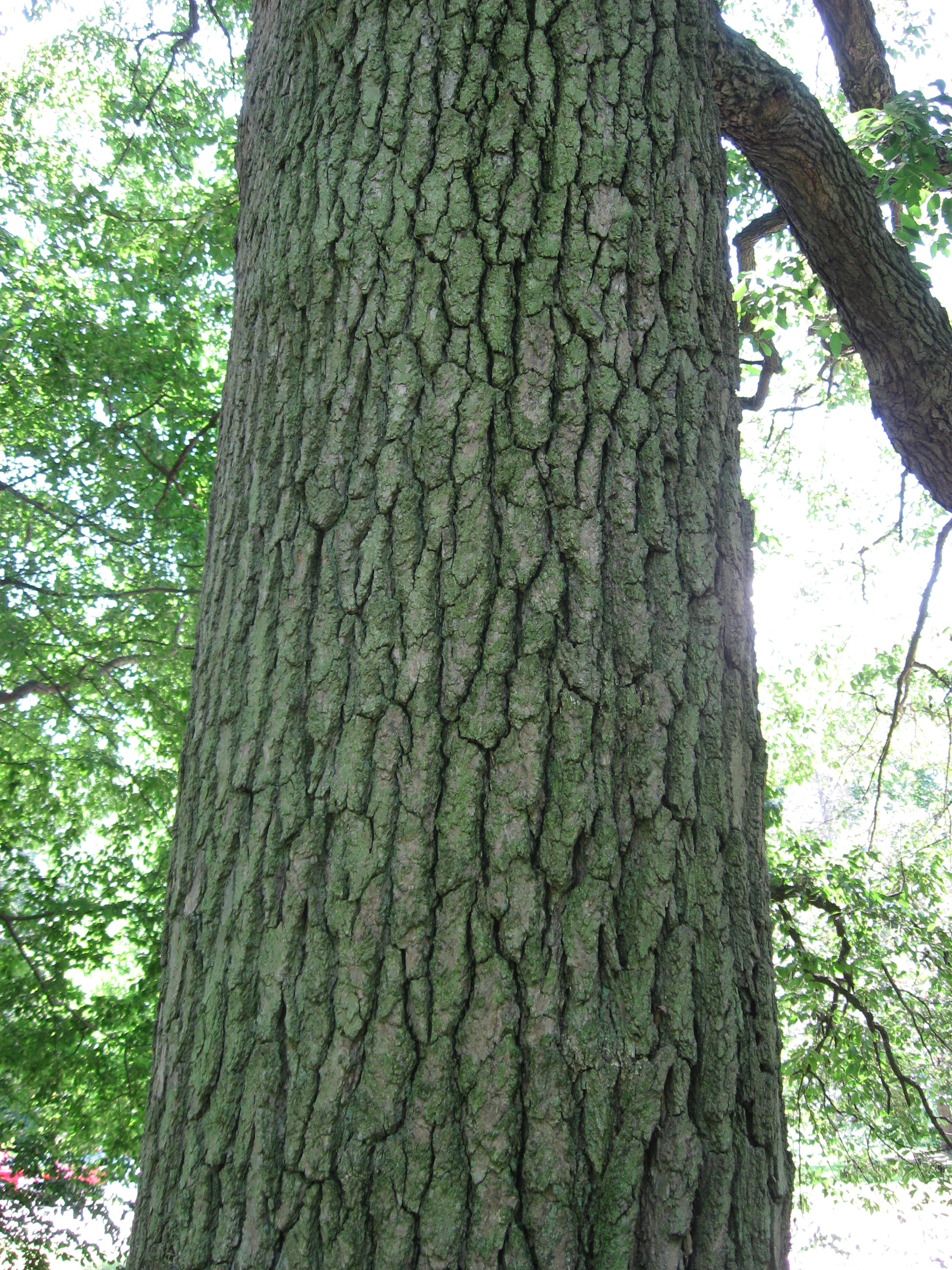
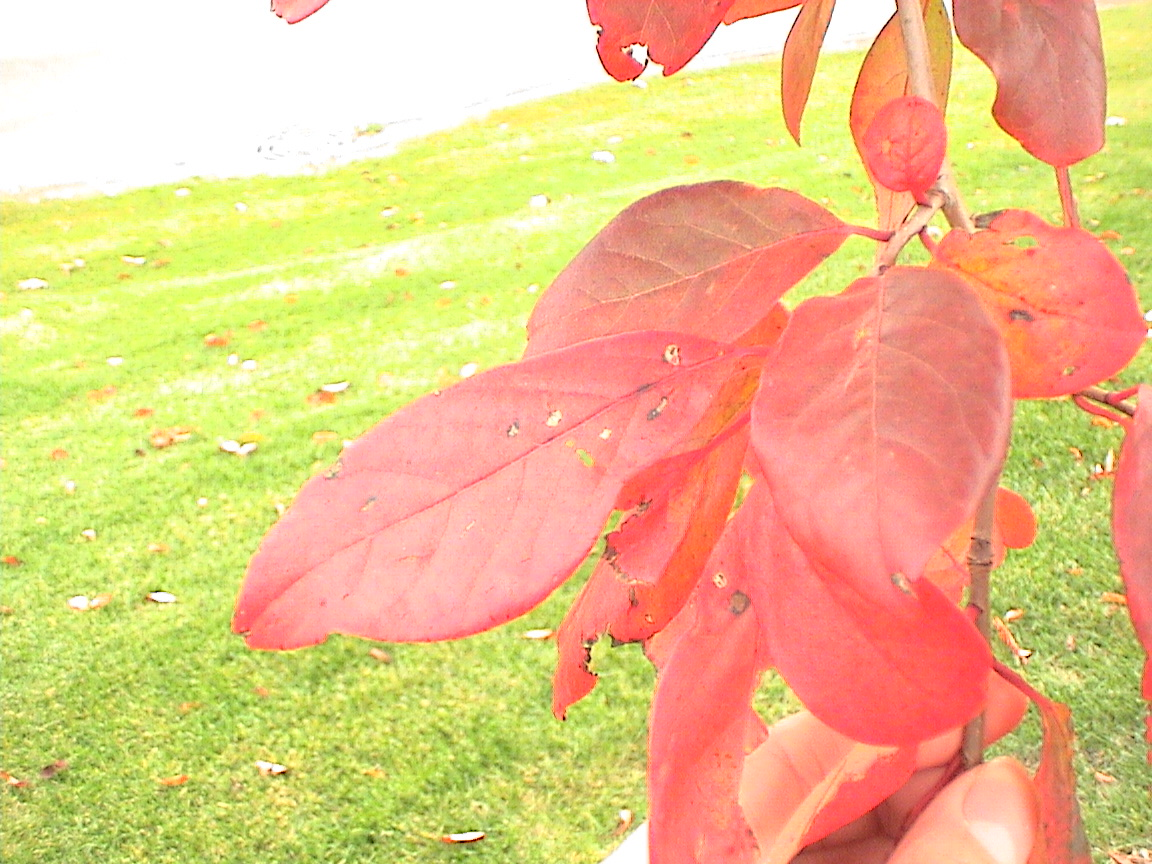
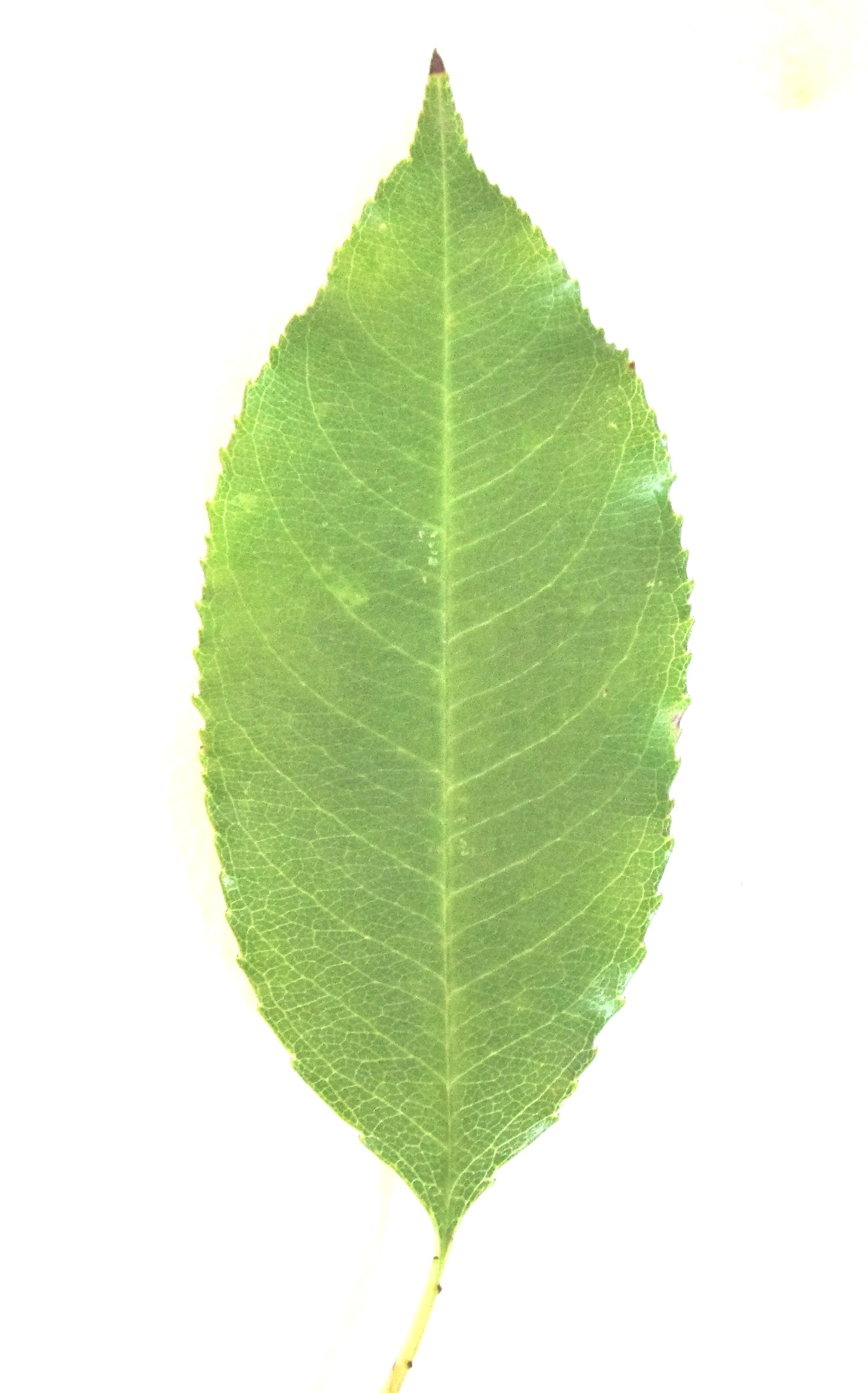